# Річард Спрінг
Річард Спрінг (англ. Richard "Dick" Spring; 29 серпня 1950, Тралі) — ірландський бізнесмен, адвокат та політик в минулому. Вперше обраний членом Лейбористської партії Ірландії (Teachta Dála) в 1981 році.

## Біографія
Річард Спрінг народився 29 серпня 1950 року в Тралі, графство Керрі (County Kerry). Здобув освіту в Триніті коледжі (Trinity College), Дублін. Річард Спрінг став лідером Лейбористської партії в 1982 році та займав цю посаду до 1997 року. Дік Спрінг працював на посаді Міністра охорони навколишнього середовища (1982-1983), Міністра енергетики (1983-1987) та Міністра закордонних справ (1993-листопад 1994, грудень 1994-1997).

## Політична кар'єра
Політична кар’єра Спрінга почалася в 1979 році, коли він успішно оскаржив у місцевому суді вибори у Тралі. Він замінив батька Дена Спрінга лідера TD (Teachta Dála) на Раді графства Керрі в тому ж році.
Річард Спрінг був вперше обраний до палати Dáil Éireann на загальних виборах 1981 року від виборчого північного округу Керрі на місце, що раніше обіймав його батько Ден Спрінг. Лейбористська партія сформувала коаліційний уряд з Fine Gael, призначивши Спрінга. Коли Майкл О'Лірі подав у відставку з поста лідера партії, після лютого 1982 загальних виборів, Спрінг був фаворитом у боротьбі за владу. Він легко переміг Баррі Десмонда і Майкл Д. Хіггінса, але сталось так, що новообраний лідер успадкував керівництво партії глибоко розділене на два крила. Спрінг був сильним противником лівого крила, яке виступало проти коаліційної політики. Спрінг систематично переглядав кандидатури лівих активістів партії, що в результаті призвело до виключення з коаліції так званої Войовничої тенденції (пізніше Соціалістична партія), в тому числі Джо Хіггінса і Клер Дейлію. В ході виборів в листопаді 1982 року знову сформовано коаліційний уряд з Fine Gael. Навесні був призначений Tánaiste та Міністром охорони навколишнього середовища. Він брав активну участь у переговорах, які привели до англо-ірландського угоди в 1985 році. У 1987 році навесні Лейбористська партія вийшла з уряду, залишивши пост Фіанна Файл (Fianna Fáil). Спрінг сам ледве уникнув втрати свого місця, під час виборів його врятували всього лиш 4 голоси.
У 1997 році на загальних виборах Лейбористська партія повернулась до опозиції. Водночас незалежна газетна група виявляє ряд комбінацій, пов’язаних депутатами Лейбористської партії, що зловживають службовим становищем. Стаття, окрім скандалу, ніяких аргументів не продемонструвала, тільки, власне, Лейбористська партія понесла істотні виборчі втрати, потягнувши за собою на дно і коаліцію. Президентські вибори були в тому ж році, кандидат від лейбористів був тільки четвертим. Поразка була явною. В 1999 році Спрінга призначено директором націоналізованої ірландської компанії Eircom[недоступне посилання], що власне і було початком кінця політичної кар’єри Діка Спрінга.

## Міністр закордонних справ
У ірландських політичних колах, посаду міністра закордонних справ завжди вважали «отруйною чашею» у зв’язку із труднощами розв'язання такої проблеми, як деескалація конфлікту в Північній Ірландії. Спрінг приділив значну увагу та ресурси, намагаючись привернути увагу міжнародної спільноти до ірландського питання, а також в ході переговорів із британським керівництвом. Неодноразово звертав увагу Дж. Мейджора на згадану проблему та можливі шляхи її вирішення. Перебуваючи на посаді міністра, Дік Спрінг скеровував сили на підвищення міжнародного авторитету Ірландії та її дипломатичні зв’язки в ООН. До Річарда Спрінга, як міністра закордонних справ, було багато критичних зауважень у засобах масової інформації з приводу його численних закордонних поїздок. Тим не менше, він вперше в історії політичного життя Ірландії провів громадський консультативний процес за участі широкого спектра громадян та соціальних груп, а також  діаспори задля повторного та масштабного реформування зовнішньої політики Ірландії.